# Lego DC Super Hero Girls : Le Collège des super-méchants
 (juillet 2018).
Si vous disposez d'ouvrages ou d'articles de référence ou si vous connaissez des sites web de qualité traitant du thème abordé ici, merci de compléter l'article en donnant les références utiles à sa vérifiabilité et en les liant à la section « Notes et références ».
Série Lego DC Super Hero Girls
Lego DC Super Hero Girls : Rêve ou Réalité
(2017)
Pour plus de détails, voir Fiche technique et Distribution.
Lego DC Super Hero Girls : Le Collège des super-méchants (Lego DC Super Hero Girls: Super Villain High) est un film d'animation américain réalisé par Elsa Garagarza sorti en 2018, directement en vidéo.

## Synopsis
Les héroïnes enquêtent sur un nouvel établissement qui forme des super héros et découvrent une sombre machination pour dominer le monde.

## Fiche technique
- Titre : Lego DC Super Hero Girls : Le Collège des super-méchants
- Titre original : Lego DC Super Hero Girls: Super Villain High
- Réalisation : Elsa Garagarza
- Production : Rick Morales, Sam Register, Jill Wilfert et Robert Fewkes
- Scénario : Jeremy Adams
- Musique : Robert J. Kral
- Société de production : DC Entertainment, Warner Bros. Animation et The Lego Group.
- Société de distribution : Warner Home Video (États-Unis), Warner Bros Pictures (France)
- Origine : États-Unis
- Langue originale : anglais
- Durée : 78 minutes
- Date de sortie :  États-Unis : 1er mai 2018 (digital), 15 mai 2018 (vidéo)

## Distribution

### Voix originales
- Yvette Nicole Brown : Amanda Waller
- Greg Cipes : Beast Boy
- Romi Dames : Lena Luthor et Divide
- John DiMaggio : Gorilla Grodd et Wildcat
- Teala Dunn : Bumblebee
- Ashley Eckstein : Cheetah
- Anais Fairweather : Supergirl
- Grey Griffin : Wonder Woman
- Josh Keaton : Flash
- Maurice Lamarche : Oberon et Red Tornado
- Danica McKellar : Frost
- Cristina Milizia : Jessica Cruz
- Khary Payton : Cyborg et Wizard Shazam
- Cristina Pucelli : Catwoman
- Kevin Michael Richardson : Doctor Fate et Delivery Man
- Meredith Salenger : Backlash et Lashina
- Ashlyn Selich : Batgirl
- Stephanie Sheh : Katana
- Tara Strong : Harley Quinn, Poison Ivy et Principal Taller
- Fred Tatasciore : Seven Sins

### Voix françaises
- Barbara Beretta : Wonder Woman et Poison Ivy
- Virginie Ledieu : Supergirl
- Karine Foviau : Batgirl et Harley Quinn
- Laurence Sacquet : Jessica Cruz
- Camille Donda : Bumblebee et Lena Luthor
- Annie Milon : Amanda Waller, Cheetah et Katana
- Chantal Baroin : Catwoman et Frost
- Paul Borne : Gorilla Grodd et Wildcat
- Laurent Morteau : Beast Boy et Red Tornado
- Micky Sebastian : Principale Taller
- Asto Montcho : Dr Fate

Adaptation des dialogues : Anthony Panetto ; Direction artistique : Virginie Ledieu ; Studio : Deluxe Media Paris